# Kadra Ahmed Hassan
Kadra Ahmed Hassan (somali:  Khadra Axmed Xuseen) é a Representante Permanente do Djibouti nas Nações Unidas e na Organização Mundial do Comércio.

## Biografia
Hassan nasceu em Ali Sabieh, no Djibouti, em 1973. Ela tem mestrado em ciências políticas em várias universidades, incluindo a Jean Moulin University Lyon III e a Montesquieu University. A sua primeira língua é somali, mas ela também fala francês, inglês e árabe.
Em 2007, ela tornou-se a encarregada de negócios do Djibouti nas Nações Unidas e de 2013 a 2015 foi eleita para o conselho da ONU Mulheres.
Hassan foi promovida a Embaixadora Extraordinária e Plenipotenciária da República do Djibouti na Confederação Suíça em setembro de 2016. Já era Representante Permanente junto às Nações Unidas e à Organização Mundial do Comércio. Um titular anterior foi Roble Olhaye, que morreu em 2015 e Hassan prestou homenagem aos seus 27 anos de serviço na ONU em 2015. A suas responsabilidades incluíam outras agências em Genebra e a Confederação Suíça passou a estar formalmente incluída.
Em 2019, Hassan assumiu a presidência do Fórum Social do Conselho de Direitos Humanos das Nações Unidas em Genebra. Em 2020, durante a pandemia do Coronavirus, ela agradeceu ao Alto Comissariado das Nações Unidas para Refugiados pela sua ajuda. O Djibuti estava a aceitar filhos de refugiados nas suas escolas, mas a mudança climática e a pandemia têm exigido muito deste país pobre.